# Raymond Saw Po Ray
Raymond Saw Po Ray (Myeik, 11 de agosto de 1948 – 6 de janeiro de 2025) foi um prelado birmanes, Foi bispo da cidade de Moulmein, Myanmar.
Raymond Saw Po Ray recebeu o Sacramento da Ordem em 13 de abril de 1975.
Em 3 de julho de 1987, o Papa João Paulo II o nomeou Bispo Titular de Buffada e o nomeou Bispo Auxiliar de Yangon. O arcebispo de Rangoon, Gabriel Thohey Mahn-Gaby, o consagrou bispo em 8 de dezembro do mesmo ano; Os co-consagradores foram o Bispo de Myitkyina, Paul Zingtung Grawng, e o Bispo de Taunggyi, Matthias U Shwe. 
Em 22 de março de 1993, João Paulo II o nomeou Bispo de Mawlamyine.

## Morte
Raymond morreu no dia 6 de janeiro de 2025, aos 76 anos.